# Przekształcenia fonetyczne w języku japońskim

## Przekształcenia obligatoryjne
W językach naturalnych sklejanie morfemów nie jest prostą operacją. Słowo powstałe z połączenia dwóch morfemów nie zawsze będzie się składać z wszystkich fonemów morfemu pierwszego, po których będą następować wszystkie fonemy morfemu drugiego. Fonemy w sąsiedztwie innych fonemów ulegają przymusowej modyfikacji. Interesujące są tylko dwa przypadki – przekształcenia przy słowach złożonych z wielu morfemów i pomiędzy tematem a końcówką gramatyczną – a w istocie przypadek jest jeden – przekształcenia na granicy między morfemami tworzącymi jedno słowo. Można to wyjaśnić w prosty sposób. Przekształcenia wewnątrz tematu czy też morfemu już zostały dokonane i nie da się ich w żaden sposób odwrócić.
Tak np. polskie „ó” i „o” mogą przechodzić w siebie nawzajem.
Dzieje się to jednak tylko w końcówkach („koło” – „kół”) i w wyrazach wielomorfemowych („koł-o” + „ko” = „kółko”). W głębi morfemów „ó” czy „o” nie może na nic się wymienić, np. nie sposób dojść do pisowni „góra” analizując inne formy, gdyż we wszystkich występuje fonem „u” zapisywany jako „ó”. Do tego że kiedyś było to „o” można dojść tylko przez badania historyczne języka lub przez porównanie ze spokrewnionymi językami (np. czeskim hora).

### Przekształcenia wielosylabowe
W przypadku języka japońskiego wygodniej podzielić przekształcenia na dwie duże grupy – przekształceń zachodzących w obrębie sylaby i przekształceń zachodzących pomiędzy sylabami, ponieważ występują one w innych kontekstach.
Przekształcenia wielosylabowe stosuje się tylko w przypadku morfemów tworzących wspólnie pewną całość fonetyczną. Są to w szczególności:
- liczebniki złożone
- połączenia liczebników z klasyfikatorami
- słowa zapożyczone z chińskiego (tj. połączenia znaków czytane w wymowie on’yomi)

Dwojaki status mają liczebniki mogące występować zarówno samodzielnie, jak i jako części liczebników złożonych, np. ‘10’ (じゅう, jū), ‘100’ (ひゃく, hyaku), ‘1000’ (せん, sen). Modyfikacja następuje między takim liczebnikiem a członem poprzedzającym, np. między さん (san) a ひゃく (hyaku) w liczebniku sanbyaku ‘300’, oraz między nim a klasyfikatorem następującym bezpośrednio po nim, np. między じゅう (jū) a ひき (hiki) w formie juppiki (lub starsze jippiki) ‘10 zwierzaków’. Nie następuje natomiast między takim liczebnikiem a liczebnikiem występującym bezpośrednio po nim, np. między じゅう (jū) a はち (hachi) w formie jūhachi ‘18’.
Można sobie zapamiętać, że przekształcenia występują tylko w przypadku, jeśli druga z sylab rozpoczyna się od spółgłoski bezdźwięcznej. A są to:

#### Uproszczenie KUK i KUH
Zbitka kuk przechodzi w kk, kuh (również kuf) natomiast w pp.
| Zamiast     | Jest       |
| ----------- | ---------- |
| くか (kuka) | っか (kka) |
| くき (kuki) | っき (kki) |
| くく (kuku) | っく (kku) |
| くけ (kuke) | っけ (kke) |
| くこ (kuko) | っこ (kko) |
| くは (kuha) | っぱ (ppa) |
| くひ (kuhi) | っぴ (ppi) |
| くふ (kufu) | っぷ (ppu) |
| くへ (kuhe) | っぺ (ppe) |
| くほ (kuho) | っぽ (ppo) |

Przykłady:
- „6 zwierzaków”: ろく (roku) + ひき (hiki) przechodzi w ろっぴき (roppiki)
- „szkoła”: がく (gaku) + こう (kō) przechodzi w がっこう (gakkō)

#### Przekształcenia po ち (chi), じゅう (jū) i つ (tsu)
ち (chi), つ (tsu) oraz końcowe う (u) w wyrazie ‘10’ przekształcają
wszystko, co zaczyna się od głosek bezdźwięcznych h, k, s, t (oraz f, sh, ts, ch).
Przekształcenia te to (i analogicznie dla う u i つ tsu):
| Zamiast       | Jest        |
| ------------- | ----------- |
| ちか (chika)  | っか (kka)  |
| ちき (chiki)  | っき (kki)  |
| ちく (chiku)  | っく (kku)  |
| ちけ (chike)  | っけ (kke)  |
| ちこ (chiko)  | っこ (kko)  |
| ちは (chiha)  | っぱ (ppa)  |
| ちひ (chihi)  | っぴ (ppi)  |
| ちふ (chifu)  | っぷ (ppu)  |
| ちへ (chihe)  | っぺ (ppe)  |
| ちほ (chiho)  | っぽ (ppo)  |
| ちた (chita)  | った (tta)  |
| ちち (chichi) | っち (tchi) |
| ちつ (chitsu) | っつ (ttsu) |
| ちて (chite)  | って (tte)  |
| ちと (chito)  | っと (tto)  |
| ちさ (chisa)  | っさ (ssa)  |
| ちし (chishi) | っし (sshi) |
| ちす (chisu)  | っす (ssu)  |
| ちせ (chise)  | っせ (sse)  |
| ちそ (chiso)  | っそ (sso)  |

Przykłady:
- ‘pierwsze pokolenie (emigrantów)’: いち (ichi) + せい (sei) przechodzi w いっせい (issei)
- ‘parter (dosłownie pierwsze piętro)’: いち (ichi) + かい (kai) przechodzi w いっかい (ikkai)
- ‘jedno duże zwierzę’: いち (ichi) + とう (tō) przechodzi w いっとう (ittō)
- ‘dziesięć zwierzaków’: じゅう (jū) + ひき (hiki) przechodzi w じゅっぴき (juppiki)
- ‘miesięcznik’: げつ (getsu) + かん (kan) przechodzi w げっかん (gekkan)

#### Udźwięcznienie NH
Zbitka nh (i nf) przechodzi w nb (n w tym przypadku bardziej przypomina m).
| Zamiast    | Jest       |
| ---------- | ---------- |
| んは (nha) | んば (nba) |
| んひ (nhi) | んび (nbi) |
| んふ (nfu) | んぶ (nbu) |
| んへ (nhe) | んべ (nbe) |
| んほ (nho) | んぼ (nbo) |

Przykłady:
- ‘300’: さん (san) + ひゃく (hyaku) przechodzi w さんびゃく (sanbyaku)

#### I inne
Występują też inne przekształcenia, polegające zwykle na udźwięcznieniu drugiej z sylab bez zmiany pierwszej. Np. ひとびと (hitobito) zamiast ひとひと (hitohito).

### Przekształcenia jednosylabowe
Są one o wiele prostsze i występują głównie w odmianie czasowników. Pewne sylaby zanikły z języka japońskiego i należy je zastępować innymi. Są to:
- Sylaby zaczynające się na w inne niż わ (wa) – w zanika.
- Sylaba ye przechodzi w e.

Kwestie w najlepiej widać na czasownikach odmiany spółgłoskowej w których nie ma żadnej spółgłoski. Powinno być tam w, lecz zostało zachowane tylko w formie przeczącej (np. あわない, awanai). W pozostałych formach, takich jak あう (au) czy あいます (aimasu), w znika.
Sprawa ye jest o wiele mniej widoczna. W parach czasowników przechodni/nieprzechodni zamiast dość typowej wymiany as(u) na e(ru) występuje wymiana yas(u) na e(ru). W rzeczywistości jest to ten sam model, po prostu dawne ye(ru) musi zostać przekształcone w e(ru) z braku ye we współczesnym japońskim.
Przykład:
- Typowa para:
  - まかす (makasu) – pokonać coś
  - まける (makeru) – zostać pokonanym
- Para z przekształconym ye:
  - ひやす (hiyasu) – ochłodzić coś
  - ひえる (hieru) – ochłodzić się

## Przekształcenia fakultatywne
Przekształcenia te mają odmienny charakter, a wynika to z tego, że równolegle występują w języku formy przekształcone i nieprzekształcone.
Zwykle dotyczą odmiany czasownika.
Do najpopularniejszych należą:
- końcówka ている (-teiru) w てる (-teru)
  - Np. 'robić coś w danej chwili’: してる (shiteru) może wystąpić zamiast している (shiteiru)
- końcówka らない (-ranai) w んない (-nnai)
  - np. 'nie wiedzieć, nie rozumieć’: わかんない (wakannai) może wystąpić zamiast わからない (wakaranai)
- では (dewa) w じゃ (ja)
  - np. 'nie być (czymś, jakimś)’: じゃない (janai) może wystąpić zamiast ではない (dewanai)
- ては (tewa) w ちゃ (cha)
  - np. zamiast たべなくてはいけない (tabenakute wa ikenai) może wystąpić たべなくちゃいけない (tabenakucha ikenai)
- れは (czytane re wa) w りゃ (rya)
  - np. zamiast あれは, それは, これは (odpowiednio are wa, sore wa, kore wa) mogą wystąpić ありゃ, そりゃ, こりゃ (odpowiednio arya, sorya, korya)

W poszczególnych dialektach można spotkać o wiele poważniejsze zmiany w fonetyce.